# 末広純
末広 純（すえひろ じゅん、2000年1月10日 - ）は、日本のAV女優。LIGHT所属。

## 略歴
2022年4月、マドンナの専属女優としてAVデビュー。同年8月より専属を離れ、企画単体女優となる。
2023年4月3日週FANZAレンタルフロアランキングにて『人妻自宅サロン 底辺クズ隣人の汚らわしいデカマラに堕ちた若妻エステティシャン』が1位を記録。同年4月のFANZAレンタルフロア・月間AV女優ランキングでも1位を記録した。
FANZA発表・2023年上半期AV女優ランキング19位。FANZAレンタルランキング2023年11月度月間女優ランキング5位。
2023年11月27日週FANZA通販フロアランキングにて、『朝目覚めると僕の腕枕で昨夜お持ち帰りした（と思う…）記憶にない美女が寝ていた。昨夜のSEXの続きを求められて何回も中出ししてしまった。』が第8位にランクイン。
2023年MOODYZ忘年会で、最優秀エムズビデオグループ賞を受賞。
FANZA発表の2023年年間女優ランキングで11位ランクイン。
FANZAレンタルフロアの1月度女優ランキングでは5位を記録した。
2024年2月12週FANZA通販フロアランキングにおいて、出演した『MOODYZファン感謝祭 バコバコバスツアー2024 AV男優発掘＆育成スペシャル!! AV男優を目指す素人16名とAV女優16名の1泊2日大乱交ツアー!』が初登場1位となった。
同年3月18日週FANZA動画フロアランキングにて、出演した『【VR】【8K VR】身も心もスッキリできる噂のメンズビューティーサロン 銀座店』が初登場9位にランクイン。FANZAレンタルフロア2024年5月度月間AV女優ランキングにおいて、第7位ランクイン。
6月17日週FANZA通販フロアランキングにて、『癒して、励まして、甘やかされて…ずっと褒めながらヌイてくれる全肯定風俗』が初登場7位にランクイン。
9月23日週FANZA通販ランキングでは『W不倫寝取り合い 末広純 水端あさみ』（h.m.p）が初登場5位ランクイン。同年12月24日、光文社『FLASH』が独自集計した「FLASHセクシー女優ランキング2024」25位。
2025年5月5日、同年1月から休止していたSNSの再開を台湾・中時新聞網が報道した。

## 人物
- 山梨県南アルプス市出身[19]。
- ファンにはおしりを評価されることが多いと述べており[20]、中高とバスケットボールに明け暮れたおかげで下半身がしっかりしているのではと自己考察している[20]。尻特化作品への出演も多いため、垂れないように日常的に鍛えており[20]、下着に関してはフルバック10％、Tバック30％、残りがノーパンと通気性と食い込みに気を付け、なるべく穿かない生活を心がけている[20]。
- デビューのきっかけは調理師として就職したものの一人暮らしができないほど給料が安く、貯金もしたかったため、1本だけやってみるかと軽い気持ちで事務所の門を叩いたこと[21]。芸名は「広末涼子に似ている」と言われたことから[19]。バラエティ番組出演時にも「広末涼子似」と紹介された[22]。5本目まではほとんどが人妻を演じるドラマ作品であったことから「AVって演技力がいるんだ」と驚いたが、スタート時期にみっちり演技を身に着けた下地がキカタン転身後も役立っているという[21]。
- アサヒ芸能担当者は素の状態の末広について、「語尾に全部、“♪”や“ハート“がつきそうなくらいキュートで陽キャな雰囲気」と会話のニュアンスを記述している[21]。

## 作品

### アダルトDVD
- 南アルプスの山々に囲まれて育った天然水のように清らかな人妻 末広純 28歳 AV DEBUT（4月12日、マドンナ）※Blu-ray Disc版も同時リリース
- マドンナ専属第2弾!!清純妻『中出し』解禁!! 夫と子作りSEXをした後はいつも義父に中出しされ続けています…。（5月10日、マドンナ）
- 燃えるような熱いキスが忘れられなくて…。（6月14日、マドンナ）
- 町内キャンプNTR テントの中で何度も中出しされた妻の【閲覧注意】寝取られ映像（7月12日、マドンナ）
- 夫の上司に犯され続けて7日目、私は理性を失った…。（8月9日、マドンナ）
- 顔面接吻 KISS キスフレ優等生 クラスで一番の優等生はベロ長接吻でキスの虜にさせる（9月9日、アキノリ）
- 童貞は幼なじみに奪われました… 初めて彼女のできた童貞のボクのためセックスの練習相手になってくれた女神な幼なじみ（9月13日、クリスタル映像）
- 僕の子種を奪い合う二人の兄嫁 ぷるんぷるんW美尻サンドイッチ逆3P（9月13日、マドンナ）共演：黒川すみれ
- 穢れない田舎の女の子と過ごす、汗と愛液に塗れた、濃厚で卑猥な御籠り一泊セックス（9月13日、オーロラプロジェクト・アネックス）
- 大っ嫌いな上司のチ●ポがドストライクすぎて… セクハラSEXで死ぬほどイカされたその後、貪り合うようなおかわり中出し性交（9月20日、ムーディーズ）※Blu-ray Disc版も同時リリース
- 人妻自宅サロン 底辺クズ隣人の汚らわしいデカマラに堕ちた若妻エステティシャン（9月20日、エムズビデオグループ）[21]
- 禁断介護（9月20日、グローリークエスト）
- 令嬢調教（9月27日、オーロラプロジェクト・アネックス）
- 接吻堕ちNTR キスが上手すぎる夫の上司、誘惑に堕ちて唾液だらだら中出しセックスを求めるワタシ（9月27日、h.m.p DORAMA）
- 飲みログ自撮りせんべろ女子 飲みベーション高めスケベ美女のタダマンはしご酒（10月4日、桃太郎映像出版）
- 完全プライベート映像 圧倒的透明感のガチ変態娘・末広純ちゃんと初めての二人きりお泊まり（10月4日、パコパコ団とゆかいな仲間たち）※Blu-ray Disc版も同時リリース
- はだかの家政婦 全裸家政婦紹介所（10月5日、プラネットプラス）
- 末広純 レズ解禁!! 出張先のビジネスホテルで相部屋になった憧れの女上司はまさかまさかのレズビアン（10月11日、マドンナ）共演：武藤あやか
- 感じすぎていっぱいおもらしごめんなさい…39（10月11日、セレブの友）
- 二度と会うことがない男だからと好き勝手精液を搾取する人妻（10月11日、バルタン）
- 中出し肉感マゾ絶頂じゅん 「子宮も喉も奥が好きっ」 淫乱絶頂生徒指導 無邪気な美少女が汗ダク熱烈アクメ乱舞!本気の杭打ち騎乗位SEX（10月11日、オーロラプロジェクト・アネックス）
- ノーブラノーパンで挑発してくるスケベ奥さんが隣に引っ越してきた!（10月18日、グローリークエスト）※Blu-ray Disc版も同時リリース
- 完ナマWIFE 05 海外出張夫1ヶ月不在中に 不倫しまくる若妻（10月27日、MERCURY）
- 120%リアルガチ軟派伝説 vol.113（10月28日、プレステージ）
- ダメ夫婦の寝取らせ計画（11月8日、タカラ映像）
- 羞恥! 男子校の性教育教材として扱われる新任女教師 10（11月10日、サディスティックヴィレッジ）
- 結婚式目前に大嫌いな元カレに脅されて… 嫌なハズなのに婚約者よりも中出しチ○ポを選んだ花嫁（11月15日、ABC）
- 人妻オフィスレディの絶対領域 貞淑妻を襲う、社長の言いなり社内羞恥―。（11月22日、マドンナ）
- 同期入社の女子が思い出作りをしたいからと婚約中の僕に迫ってきた話（12月6日、アタッカーズ）
- 僕の調教済み性処理人形お譲りします! 2（12月13日、セレブの友）
- 再婚相手の天然JD連れ子の無自覚ムッチムチ下半身誘惑がけしからんので、デカ尻突き上げ鬼ピストンと種付け調教でチ○ポ依存ビッチに仕上げきった（12月20日、グローリークエスト）※Blu-ray Disc版も同時リリース
- 隣の美人妻 泥酔し部屋を間違え「ただいま~〜!」（12月20日、プラネットプラス）
- 「私、変えられてしまいました…」地味な人妻が性欲まみれのオヤジどもに堕ちるまで（12月27日、マドンナ）
- ボクに彼女が出来るといつも寝取ってくるささやき大好きな幼馴染から誘惑中出しされ続けた10年間（12月27日、本中）
- 上司と部下の妻20 ～やさしく尊敬できる上司の本性は…～（12月27日、ながえスタイル）

- 生徒会長は真性露出狂「私のマ●コは皆さまの便器です…」～輪●便女堕ちバッドエンド編～（1月3日、山と空/妄想族）
- 毎日乳首責めしたら敏感体質になりチクイキを覚えてしまった女子校生 純（1月5日、アキノリ）
- ～溢れる性衝動に溺れるオンナ～セックス・ドンナ 末広純 激エロ・4SEX（1月10日、セレブの友）
- 好きな人の為だったら、私は知らない人たちに、輪わされても、汚されても、種付けされても良いんです...。（1月24日、オーロラプロジェクト・アネックス）
- え…お母さん!?彼女と間違ってバックから即ハメ中出し!!久しぶりのチ○ポに発情しケツ穴を拡げて誘惑してくる彼女の色白デカ尻母に中出ししまくった。（2月21日、ルナティックス）
- 最高級美少女中出しソープ（3月9日、アイエナジー）
- お金欲しさに軽い気持ちで臨んだパパ活。女子大生じゅん case.10（3月16日、マキシング）
- 未亡人、哀しみの妊娠報告。（4月4日、アタッカーズ）
- 可愛い顔してデカ尻!!（4月4日、MARRION）
- 【性欲・食欲・睡眠欲】6 清楚系ガチエロ痴女【料理研究家→露出狂】愛しの純ちゅわ～ん 飲むと顔を真っ赤にさせマンコ濡れ発情MAX変態ドMだった【ガチ酔い】（4月6日、プラム）
- 夫にも見せた事が無い究極恥部《肛門》を徹底的に鑑賞する―。 恥辱のケツ穴剥き出し孕ませ性交（4月11日、マドンナ）
- 普段は大人しい地味メガネ女教師が透けパンデカ尻で登校した日は中出しOKのサインです。（4月18日、本中）
- 女殺しのデカマラ極道患者に狙われて… 毎晩声を殺して中出しでイカされる若妻ナース（4月18日、MOODYZ）
- 融資の利息代わりに売られた社長婦人（4月18日、アクアモール）
- おっさんラッキー（4月25日、タカラ映像）
- 見つめあう幸せのレズビアン～SEXドキュメント 枢木あおい×末広純（4月25日、セレブの友）共演：枢木あおい
- 転勤で田舎に引っ越した僕は、隣に住む奥さんに毎日誘惑されて何度も中出ししてしまった…（5月2日、BeFree）
- 【鬼焦らし】乳首でイケるほど開発されてアクメの瞬間に乳首放置されても ルーインドおもらしで失禁アクメする体になってしまった私…（5月2日、ムーディーズ）
- 嫌いな義父に夜●いされて…（5月2日、ワンズファクトリー）
- この子ヤバイ!!性根がスケベな美少女のセックスが理想的すぎる。（5月2日、S-Cute）
- バイト先の人妻と不倫性交に燃え上がった日々（5月9日、アリスJAPAN）
- 「いつも興奮してパンツ濡れちゃってるの…」文学系お姉さんは危険な遊びにハマる逆痴●のチ●ポ中毒（5月9日、ABC/妄想族）
- 初めて彼女ができて幸せ絶頂だったのに、昔僕をいじめてたDQNが隣に引っ越してきた（5月9日、かぐや姫Pt/妄想族）
- 学生時代、俺を毎日のようにボッコボコにイジメ抜いたアイツへの報復に新婚の愛妻を身代わり復讐レ×プ（5月9日、レアルワークス）
- 夫婦人質事件 ～朝から晩まで性欲の道具にされた妻～（5月9日、ながえスタイル）
- バイト先の人妻と不倫性交に燃え上がった日々（5月9日、アリスJAPAN）
- 【神メガネ痴女】弊社のしごできOL末広さん実はキス魔で長舌でピストン中にベロキスホールド激しいからみんな中出ししてしまう（5月11日、Materiall）
- 夫と倦怠期中の義姉のシャワーオナニーを見てしまい…濡れ髪のままビチョ濡れでヤリまくった!!（5月16日、本中）
- 酔いつぶれて終電なくした彼女の親友を見つけたので介抱してホテルに運んだら逆に誘惑されて、朝まで生SEXしていた…（5月16日、ムーディーズ）
- オナサポ!! 女子○生 着衣で全裸で挑発的ダンス 4（5月16日、かぐや姫Pt/妄想族）
- 素人娘の全裸図鑑 30 今時の女の子12名が恥らいながら脱衣していく様子をじっくり撮影した、変態紳士のためのヘアヌードコレクション（5月16日、かぐや姫Pt/妄想族）
- 白肌BODY美乳&美尻ゆれっ放し潮吹き中出しフェスタ（5月19日、BonキュンBon）
- NTR引越し社 僕より逞しいオスの虜になり新居を去った幼妻（5月23日、ダスッ!）
- 妻みぐい不倫旅行 じゅん（仮名） 28歳（5月27日、MERCURY）
- 小学校の先生 末広さん（5月27日、JUMP）
- 強化合宿中に陸上女子が悪徳コーチに媚薬を盛られて汗だくキメセク大絶頂（6月6日、ワンズファクトリー）[20]
- 押しに弱いコンビニバイトの朗らか若妻を粘着セクハラで媚薬漬け！変態オヤジ店長が絶倫ナマハメ管理 キメセク中出し肉便器NTR（6月6日、ムーディーズ）
- デリヘルで出会った人妻に恋をした僕は店外デートで真昼間から何度も痴女られて狂うほどイカされてしまった。（6月6日、アタッカーズ）
- エロ舌で顔からケツ穴までベロンベロン舐め尽くし!ヤリすぎ献身でキンタマ空っぽになるまで大量吐精11発!!（6月13日、ダスッ!）
- 学生時代の恋人と偶然の再会―。 失われた時間を取り戻すように不倫セックスに溺れていく愛人堕ちレズビアン（6月13日、ビビアン）共演：小花のん
- 2時間前まで僕を熱心に指導していたマネージャーが、絶倫OBに飲まされて僕の目の前でヘロヘロで輪●されていた...。（6月20日、本中）
- 欲求不満なバイト先の人妻が「逆痴●してあげよっか?」と悪魔的な囁き。もう射精しているのに中出しチ○ポ奴●にされた僕（6月20日、ムーディーズ）
- 丁寧な淫語と下品なベロテクで勃起改善! ED改善舐めまくりエステサロン ～WエステティシャンSpecial～（6月20日、溜池ゴロー）共演：倉多まお
- 親友の彼女から誘惑されて僕は理性を失って朝っぱらから一日中ヤリまくってしまった…。 末広純（7月4日、BeFree）[23]
- 媚薬エステに堕ちた人妻（7月4日、アタッカーズ）
- 会社のデカ尻後輩2人と囁きハーレム社内不倫 飲み会で目覚めるとまさかの相部屋 川の字で同時に不倫を迫られて…W杭打ち騎乗位で何度も何度も射精してしまった。（7月4日、ムーディーズ）共演：弥生みづき
- 素人セフレドキュメント 彼氏にナイショで中出しさせてくれる女子大生じゅん22歳（7月4日、パコパコ団とゆかいな仲間たち）
- 心はそのまま…身体が入れ替わり未知の快楽に溺れた一組の夫婦～あなたは私で、私はあなた〜（7月14日、人妻花園劇場）
- 義姉のピタパンデカ尻誘惑にガマン出来ず兄の不在中にケツ穴ぱっくりバックピストンで何度も中出しした居候のボク。（7月18日、ムーディーズ）
- 色白デカ尻の家事代行おばさんに即ハメ!デカチンの虜になった人妻が翌日勝手に押しかけてきたので満足するまで何度も中出ししてあげた 23（7月18日、ディープス）
- 真面目な黒パンストOLの本性はオオカミ痴女!逆お持ち帰りされてデカ尻騎乗位で一晩中搾り抜かれた夜（7月18日、グローリークエスト）
- AV女優 末広純が「本当にエッチしたい人達」をガチ面接で選ぶ新時代のユーザー参加型AV ガチ素人オーディション（7月20日、SODクリエイト）
- 体育大生の汚部屋にクレーム凸したらヤられてヤって抜かずの連続中出し61発（7月20日、Materiall）
- おマ●コとアナルがハッキリ見える 5 素人娘の超接写オナニー 11人（7月25日、かぐや姫Pt/妄想族）
- 「私のこと気弱で怒らない先生だと思ってた?」2人きりになったら立場逆転。ナメた態度の男子のペニスを舐め返してハメ倒す隠れ痴女教師（7月25日、ロイヤル）
- 妻が妊娠中でセックスが出来ない僕は禁欲状態で我慢の限界。隣の人妻に誘われて何度もセックスしてしまった。（8月1日、アタッカーズ）
- 「私のカラダで払わせて下さい…」 僕のケガが治るまでの30日間、毎日中出しさせてくれた若妻（8月1日、BeFree）
- 理性崩壊焦らされ発狂性欲覚醒オーガズム!6万部超え禁欲マンガを実写化! 旦那のち×こじゃ、感じない…?（8月1日、ムーディーズ）
- 俺のいいなり素敵なヤリマン子ちゃん! 純（25歳）ーセフレ絶賛貸し出し中ー（8月11日、ティーチャー/妄想族）
- 気弱な義理妹の発育オッパイに欲情して揉みしだき!即イキ敏感乳になるまで乳首こねくり調教!（8月15日、OPPAI）
- 「奥さん…こんな下品にシャブってくれないでしょ?」 可愛い部下は嫉妬で舐め狂う蛇舌女!追撃お掃除で何度も射精させられた僕 こねくり浮気フェラ逆NTR（8月15日、ムーディーズ）
- 休日に彼女と。ホテルで一日、見つめ合いセックス。（8月15日、S-Cute）
- 夫のじゃない若いチ○ポがこんなに気持ちいいなんて…アルバイト先で人妻が溺れる年下男との浮気性交（8月18日、アリスJAPAN）
- 夫が単身赴任中の押しに弱そうな隣人のデカ尻若妻に興奮してしまい必死のデカチン交渉したら欲求不満のはけ口にされる底無し性欲妻で何度も尻ブッカケSEXしまくった。（8月25日、h.m.p）
- こんな女に抱かれたい（9月1日、ワープエンタテインメント）
- 「唾液でベチョベチョにしてアゲる」ベロチュウご奉仕メイドリフレで痴女らレロレロ!イチャラブ密着キスキス騎乗位で中出し連射で溺れイキ（9月5日、ワンズファクトリー）
- 通り魔レ●プ 拉致監禁されたOL。記録映像流出。（9月5日、アタッカーズ）
- 濡れてテカってピッタリ密着 神競泳水着（9月7日、親父の個撮）
- 素人ナンパでセンズリ鑑賞 16 見るだけでいいんです! だからちょっと僕のチ●ポ見てもらえませんか?（9月12日、かぐや姫Pt/妄想族）
- アナルのシワの数までハッキリわかる!ノーモザイク連続絶頂アナル見せオナニー（9月14日、アイエナジー）
- お姉さん!ボクの全部舐めて下さい! うねるヘビ舌!糸引く生ツバ!清楚系甘サドお姉さんが臭いチ○ポを笑顔で下品に舐め●すヨダレ漬けリップサービス（9月19日、エムズビデオグループ）
- 投稿実話 妻がまわされた24 ～屈辱という刺激に興奮してしまって・・～（9月26日、ながえスタイル）
- デカ尻見せつけ誘惑メンズエステW（9月29日、ワープエンタテインメント）共演：弥生みづき
- 旦那とはご無沙汰な美人妻の抱えた淫欲に火をつけて何度も何度も不倫情交で連日身体を重ね合った（9月29日、アリスJAPAN）
- 他人を見下す高飛車バリキャリOLも虜にする 女性専用強●開発M性感エステレズ（10月10日、ビビアン）共演：美咲かんな
- キメセクデカ尻言いなり騎乗位 再婚相手の連れ子J●を媚薬で自動中出しオナホに仕上げた（10月17日、ムーディーズ）
- メンヘラ異常性欲女 逆レ○プ 監禁 ダブル媚薬でオーバードーズファック（10月17日、ドグマ）
- 二人きりの真性中出し温泉旅行（10月20日、ノースキンズ）
- 私…急いだ事を後悔しています。（10月24日、レッド）
- 美人OLの匂い立つ黒パンスト脚コキ（11月1日、OFFICE K’S）
- たった7時間2人っきりにしてみたら…結果、10発セックスしてました。（11月3日、ドリームチケット）
- 超絶テクニシャンの爆乳!美尻!神メンエス嬢 裏オプ生挿入中出し盗撮（11月5日、グレイズ）共演：吉根ゆりあ
- 親方の嫁（11月7日、熟女大学/熟女卍）
- 最高の変態手淫指導 絶対的挑発淫語オナニーコントロール（11月7日、MARRION）
- 素人ヘアヌード大図鑑～都内難関私立大学在学中 清楚な無毛女子大生編（11月28日、S級素人）
- 「私のヨダレが欲しいんでしょ」唾液トロトロ接吻で溺愛されるオクチ封じSEX（12月1日、ワープエンタテインメント）
- 唾液ベトベト全身リップ舐めたくてベロンチュ学園 ツバ飲ませ接吻まみれ汁だくチクペロ顔面れろれろサンド!（12月5日、ムーディーズ）共演：美園和花
- 教育実習生相部屋レズビアン ホテル暮らしの私は恩師の娘さんに迫られ快楽に勝てず朝までレズSEXに溺れ続けた（12月12日、ビビアン）共演：前田美波
- Red Dragon（12月12日、ゴールド/妄想族）
- シコサポ!!極上ASMRオナニーサポートSEX（12月12日、マックス・エー）
- ノーブラで誘惑してくる元ヤリマンの人妻さんに我慢できずに性欲モンスター化!コンドーム使い切っても旦那が帰ってくるまでヤリまくった（12月19日、ムーディーズ）
- 【個撮】どこでもフェラ 13 11人（12月19日、かぐや姫Pt/妄想族）
- 朝目覚めると僕の腕枕で昨夜お持ち帰りした（と思う…）記憶にない美女が寝ていた。昨夜のSEXの続きを求められて何回も中出ししてしまった。（12月22日、h.m.p）
- 女教師in...（脅迫スイートルーム）（12月29日、ドリームチケット）

- オマエのカノジョぶっ壊す!（1月2日、ディープス）
- 妹が連れてきた美乳友達にマルチ商法に勧誘され「入会するから挿れさせて」とグリグリしつこく押し当てるデカチン生素股交渉!愛液があふれだした陥落ま○こにズボッと挿入し洗脳が解けるまで中出ししまくった。（1月2日、ルナティックス）
- 変態医師が美白人妻を貪りつくすドクターハラスメント検診 4K接写盗撮 羞恥尿検査 媚薬実験 キメセク中出し（1月2日、ムーディーズ）
- 下品なSEXでガクブル大量シオ吹きアへ顔晒してヨダレを垂れ流し絶頂（1月2日、マックス・エー）
- 地方の古民家物件を購入して脱サラ田舎暮らし系動画配信者として順調にチャンネル登録者数を増やしていた僕達夫婦ですが村の畑を耕す巨根の農業従事者に妻をねとられてしまって……的な話です（1月9日、JET映像）
- 【薄ピンクの美麗マ●コ&アナル】公認不倫!?ホテル到着すぐに旦那へ通話確認OKッ!異次元の舌使いフェラ!<エロい娘限定ヤリマン数珠つなぎ!!～あなたよりエロい女性を紹介してください～>（1月19日、DOC）
- TOKYO2AM 10.じゅん（1月23日、バビロン/妄想族）
- 万年補欠の野球部員の僕は、幼馴染の小悪魔チアガール姉妹による完全交代制フェラチオで毎日練習できずにチ○ポ献上からの不本意暴発させられてます…。（1月23日、グローリークエスト）共演：流川莉央
- ワレメの味見がしたかったんだ… 寿退社する先輩の末路2（1月30日、レッド）
- 仲のいい同僚と初エッチASMR仕事は無気力ゆとり系なのに淫語で脳イキさせる超痴女だった（2月2日、BonキュンBon）
- ねこ飼いました【POV】（2月2日、BOTAN）
- 【元ヤリマンのパイパン美女】結婚間近の手料理デート!胃袋も玉袋も魅了するフルコースをくらえッ!ご奉仕の女神が優しくチ●コを迎え入れる!中出ししても口に出してもニコニコのすけべ美女相手に抜きすぎ注意www【エロのお世話してみました】（2月4日、DOC）
- 恥辱のおしがま通勤 エレベーターに閉じ込められて我慢しきれず漏らしちゃった末広さんがノーパンで面接したのがバレて、上司と誰にも言えない性癖に溺れていく話。（2月6日、アタッカーズ）
- GIN GIRA GAL 孤島に隠されし伝説のアナコンダ遊郭 舐め尽くしべろちゅうギャルの超舌遊戯（2月6日、桃太郎映像出版）共演：佐藤ののか
- 個人撮影会で噂の美女はまさかの純先生 口止めを条件に生コスプレ誘惑…何度も中出し痴女責め性交（2月13日、クリスタル映像）
- 超無敵えんこうせい（2月13日、ノースキンズ）
- 個人撮影会でかわいいと噂の色白美女は憧れの先輩女教師（2月17日、クリスタル映像）
- バストアップに効果抜群!?執拗な乳揉み乳首責め 出張性感デトックスエステでエビ反り絶頂でイキまくる感度抜群欲求不満玉の輿セレブ婦人6（2月20日、カルマ）
- 義父にねとられる媚薬中毒の妻（2月27日、マザー）
- 鉄フック マ○コ引き裂き失禁拷問 舐め腐り女子社員 アクメ汁噴き過ぎGスポット大痙攣（3月5日、ワンズファクトリー）
- 完全プライベート映像 男子全員を勃起させる最強お元気娘・末広純ちゃんと初めての二人きりお泊まり（3月5日、パコパコ団とゆかいな仲間たち/妄想族）
- 末広純の時間よ止まれ!女子アナ編（3月7日、ROCKET）
- 昔は純情可憐だった親戚の美人のお姉さんがチンポが大好きなデカ尻ヤリマン女に成長していた（3月7日、ヒビノ）
- サエない僕を不憫に思った美人な姉に「擦りつけるだけだよ」という約束で素股してもらっていたら互いに気持ち良すぎてマ○コはグッショリ!でヌルっと生挿入!「え!?入ってる?」でもどうにも止まらなくて中出し! じゅんさん（3月11日、アイエナジー）
- 「終電なくなっちゃったね…じゃあウチくる?」終電を逃して旦那さんが出張中の女上司の家にお泊まり不倫、誘惑発情された僕は興奮して朝までハメ続けた（3月22日、h.m.p）
- 奥さん不在中の先生ん家は教え子の溜まり場!20発射精するまで帰ってくれないハーレムパンチラ逆家庭訪問（4月1日、kawaii）共演：さつき芽衣、星七ななみ
- 残業中、2人きりの社内で欲求不満を隠せないパート人妻清掃員さんのデカ尻無自覚挑発に乗せられぶっかけセクハラしたら杭打ち騎乗位で精巣が空っぽになるまで何度も不倫中出しを求められた。（4月2日、ルナティックス）
- メスガキ催淫アプリ【POV】（4月5日、BOTAN）
- レズビアン裏垢女子プライベートハメ撮り流出映像 個人撮影・大学生・カップル・地雷・マッチアプリ・SNS（4月9日、ビビアン）
- 「また来てくれたね…嬉しい」チ○ポにギリギリ触れない絶妙テク!焦らしの鼠径部マッサージで男を確実に悶絶させるデカ尻お姉さんは結局三度の指名で生ハメできる（4月16日、ディープス）
- 人なのにディルドオナニーで激しく感じちゃう一般人娘 12（4月16日、かぐや姫Pt/妄想族）
- 美しい汗を流す女の子がレズセックスに没頭する乱交遠征1泊２日【流出映像】市立●野女子●等学校陸上部2024年春合宿（5月14日、ビビアン）
- 美女たちと至高のひととき 上品な淫語と下品な亀頭責めで男性を虜にさせるランジェリー極上搾精エステサロン（5月14日、ケイ・エム・プロデュース）共演：尾崎えりか、流川莉央
- アナルのシワの数までハッキリわかる!ノーモザイク連続絶頂アナル見せオナニー（5月16日、アイエナジー）
- 禁断レズペット ～SNSで知り合った家出少女を誘う令嬢レズビアン～（6月4日、U&K）共演：五十嵐美月
- ディープキス歯科クリニック7 末広純先生の蛇舌ベロキスSP（6月20日、ROCKET）
- 罪な女（6月25日、レッド）
- 僕が単身赴任で不在の間、最愛の妻は大家に媚薬を盛られ住人達に次々と中出しされ続ける痙攣イキ堕ち輪●レ×プ（6月25日、レアルワークス）
- 兄に種付けをお願いしたら妻が潮を吹きまくった（6月30日、マザー）
- 顔舐め密会レズ接吻狂 ～私たちは、唾液まみれレズ接吻の虜～（7月9日、ビビアン）共演：本田瞳
- 新・世界一ザーメンを大量に発射する男の超ぶっかけSEX（7月9日、ROOKIE）
- 近所の欲求不満な発情妻に勃起●を飲まされて、いきなりしゃぶられて2回連続で発射させられて、中出しで筆おろしまでされてしまった僕。（7月11日、LEO）共演：美園和花、森沢かな
- 同じマンションに住む押しに弱いデカ尻人妻お姉さん 無自覚に誘惑してくるピタピタジーパン姿に我慢できず連日中出し（7月16日、ミセスの素顔/エマニエル）
- 【ご奉仕特化SOAP】ご主人様のザーメンを体内に中出し×ごっくんでぜ～んぶ注入する全裸メイドWソープ（7月23日、ケイ・エム・プロデュース）共演：尾崎えりか、流川莉央、美澄玲衣
- 接吻旅行 旅行中ずっとキスしたら…もっと好きになって離れられなくなりました。ベロを絡ませ身体を重ねた1泊2日の恋人デート（7月25日、凸凹はぁと）共演：Nia
- 癒して、励まして、甘やかされて…ずっと褒めながらヌイてくれる全肯定風俗（7月26日、h.m.p）
- W痴女に頭おかしくなるまで焦らし寸止め快感地獄 早漏改善メンズエステ（7月27日、HMN WORKS）共演：尾崎えりか
- 既婚者合コンで出会った人妻エロすぎっ…!金玉が空っぽになるまでイカされまくりの13射精!!（8月20日、溜池ゴロー）共演：宮西ひかる
- 毎日性処理してくれる俺の嫁は奉仕好きで甘え上手な射精マニア（9月10日、BALTAN）
- ノーハンドフェラは奴隷の証! 13 手を使わずにフェラチオする10人の素人娘（9月10日、かぐや姫Pt/妄想族）
- あの日からずっと…。 緊縛調教中出しされる制服美少女（9月17日、無垢）
- セクハラママさんバレー! 10 ハイレグブルマ姿の人妻10人が挑む過酷なエロトレーニング（9月17日、かぐや姫Pt/妄想族）
- 「ウチらの濃厚レズキス見てシコシコしていいよ」 見せつけベロチュー!唾液だらだら交換!仲良しイチャLOVE!で焦らされ、ラブホでザーメン抜かれ続けたボク（9月17日、ムーディーズ）共演：流川莉央
- 成り上がり女社長をいいなりイキ潮福利厚生マ●コに突き堕とす!ドン底清掃員の下剋上調教（10月1日、ディープス）
- AV女優とAV男優 本気のリアル合コンモニタリング（10月1日、マックス・エー）共演：尾崎えりか、流川莉央
- おしゃぶり生徒会長 みんなの人気者で僕の憧れの彼女は男を骨抜きにする超吸引フェラチオで全てを手に入れる魔性のヤリマンでした。（10月8日、ケイ・エム・プロデュース）
- 【極画質】「制服・下着・全裸」でおもてなし またがりオマ○コ航空17 キツマン便（10月10日、SODクリエイト）共演：友田彩也香、流川莉央、永瀬かれん
- 清楚な顔して淫乱デカ尻ボディ!プクまん土手でパックンチョ 卑猥語女（10月15日、MARRION）
- どこでもおしっこ! 素人娘の大放尿25人 スロー再生でじっくり鑑賞できるマニア向け映像 10（10月22日、かぐや姫Pt/妄想族）
- 時間よ止まれ 時間停止の世界 被害者は女子社員2名 姫咲はな 末広純（10月22日、まるかあの/妄想族）
- 逆襲痴女ハーレム 僕たち社内陰キャはLI●EをブロックしやがったOL女子カースト社員どもを中出しレ×プしたら、逆襲ハーレム鬼騎乗位で何度も射精させられて（10月22日、本中）共演：弥生みづき、流川莉央、望月つぼみ
- 末広純の凄テクを我慢できれば生★中出しSEX!（11月5日、ワンズファクトリー）
- いちゃラブ密着特濃せっくちゅ 憧れの末広純を独占した一夜。（11月5日、桃太郎映像出版）
- もう我慢できない!見せつけ誘惑で俺を翻弄する小悪魔姪っ子（11月5日、プラネットプラス）
- 他界した夫のクズ同僚たちの中出し玩具にされた新婚未亡人（11月14日、センタービレッジ）
- これが遊びまくり芸能人のリアル顔面優勝FランJDと乱痴気4P芸能界の闇!! お笑い芸人が先輩のために女子調達→飲●生中乱交パーティ。（11月21日、木曜だヨ! 全員集合っ!!）共演：尾崎えりか
- おしっこ飲ませ聖水エステ ぶっかけ小便オイルで包みこみ授尿クンニSEXで体の中まで癒してくれる爆尿デカ尻セラピストさん（11月22日、フレーバリー）
- ヤリマン大学生だらけの会員制ヤリサー 凄テクの射精管理で入会希望者のおチ〇ポをイジメ抜くハーレム新歓合宿（11月26日、ケイ・エム・プロデュース）共演：胡桃さくら、美園和花
- カメラの前でおしっこする女 5（11月26日、グローリークエスト）
- 【素人個撮】どこでもフェラチオ 7 美少女10名（11月26日、S級素人）
- 幼馴染のレズクンニがドストライクすぎて…はじめて彼女ができた女友達のレズSEXの練習に付き合ったら、生クンニの破壊力に耐え切れず悶絶絶頂。蕩ける舐めしゃぶりでレズ堕ちしてしまいました。（12月10日、ビビアン）共演：椎名心春
- 僕の予約ミスと手違いが重なって出張先のホテルでまさかの相部屋 お仕置き痴女化したW女上司にめちゃくちゃイカされまくる甘サド逆3Pで搾り取られた夜（12月10日、椿鳳院）共演：水端あさみ、真木今日子
- 義姉妹レズビアン ～ビアンの義妹が美人兄嫁と全力レズセックス～（12月14日、U&K）共演：水端あさみ
- 脱出・おひとりさまクリスマス!恋愛ナマ大乱交リアリティーショー 無制限射精中出しパーティー!!（12月24日、本中）共演：弥生みづき、流川莉央、琴音華、美園和花

- 至極の乳首責め（1月1日、OFFICE K’S）
- 『ウチの旦那も、あんなに舐めてくれたらなぁ…』僕がここで勉強をしている事を忘れたかの様に、隣でAV鑑賞をしながら「夜の営み」について雑談する母親とママ友たち。ふと気づくと彼女達の視線は、会話を聞きながら膨らんでしまった僕のチ●ポに注がれていた…。（1月1日、OFFICE K’S）
- 密閉チ●ポ・ハーレム射精管理～息吹きかけただけでイっちゃいそうな早漏ペ●スを枯れ果てるまで集団無限責め～（1月1日、OFFICE K’S）
- 寝取らせ美人妻 変態夫婦の淫靡な企て（1月7日、エマニエル）
- 日替わりNTRパート妻 妻のパート先は「絶倫男子店員だらけのカフェバー」にこにこ笑顔で帰ってくる妻はお店で毎日男を替えて不倫SEXしていた（1月10日、ホットエンターテイメント）
- 絶叫凌●レ●プ 強●される人妻 幸せな新婚妻を襲った通り魔レ●プ!!出所した犯人に再び犯●れる地獄の拉致4P（1月14日、グローバルメディアアネックス）
- え!? こんな場所でするんですか… もの凄いバキュームフェラチオ たっぷり舌上発射編（1月14日、うさぎ/妄想族）
- オナサポ!! 女子○生 着衣で全裸で挑発的ダンス 11（1月21日、かぐや姫Pt/妄想族）
- コスプレエロファンタジー Wムッチリ妄想CAコスに巨根を弄ばれての鬼突き返し!（1月21日、ミル）
- ドスケベ痴女のデカ尻に挟まれる究極の風俗フルコース ぷるるんWデカ尻サンドイッチ逆3P ケツビンタ杭打ち騎乗位アナル舐め顔騎etc… 何度も何度も中出し射精天国♪（1月28日、VENUS）共演：宮城りえ
- 「私と中出し契約して!」 営業No.1取りたい不動産レディの奪い合い枕営業! 巨乳 VS 巨尻の誘惑ささやき逆3Pでブッコ抜かれたボク。 新井リマ 末広純（2月4日、MOODYZ）[24]
- レズビアンエステティシャン 女二人、3泊4日のヤリまくり新人研修（2月18日、溜池ゴロー）共演：美波汐里
- 傷心旅行で出会った女の子が可愛すぎてエッチすぎる 末広純（2月18日、S-Cute）
- 舐め痴女ナース 前後左右に完全包囲ベロ串刺しノンストップトリプル舐めハーレム 美園和花 末広純 一条みお（2月18日、ムーディーズ）
- 素人なのにディルドオナニーで激しく感じちゃう一般人娘 15（2月25日、かぐや姫Pt/妄想族）
- いいなり洗脳 催眠人妻 堕チル（2月25日、まるかあの/妄想族）
- 圧迫ヒップで窒息寸前！！全てのお世話をしてくれる抜きまくりハーレム桃尻メイド（2月25日、ケイ・エム・プロデュース）
- 12脚のイスにピストンバイブを仕掛け合う究極の心理戦 ピストンバイブイスゲーム 予選Bブロック（3月3日、SHIGEKI）
- 【＃イ●スタ野球女子】と繋がりたい 日本一おめでとう！HAMAガール・じゅんちゃんにチケットとグッズをおごって試合観戦して下剋上SEX！！（3月4日、NPJ）※じゅんちゃん名義[25][26]
- 衝撃的!クラスで人気のあざと可愛い純ちゃんはおじさんを性欲処理のオモチャに使ってるスケベ過ぎる変態ちゃんだった（3月11日、デジタルアーク）
- そういう意味。（3月19日、SILK LABO）
- またがりハメ尻アングル連続中出し デカ●ンを咥え込む抜き差しバッチリ！デカ尻の女神のベロチュー汗だくセックス 末広純（3月25日、TEPPAN）
- 【コスハメ】小悪魔的美少女の桃尻の痙攣昇天ハメ撮り中出し 末広純（4月19日、うらキン）
- 体液マニアに狙われて…唾液・汗・愛液・放尿、粘着ストーカーに全身を舐め犯●れる女子校生 末広純（4月22日、レアルワークス）
- 【個撮】どこでもフェラ 19 11人（4月22日、かぐや姫Pt/妄想族）
- 料理教室の先生に恋した私 優しい笑顔に惹かれて2人きりの時にキスしたら一気に距離が近づいて一緒にゴハン作ってお風呂に入って好きが溢れ続ける同棲レズタイム わか菜ほの 末広純（4月24日、	凸凹はぁと）
- おしり好きに送る尻マニアの為の尻フェチ映像 4時間超（4月27日、MERCURY）
- SNSの広告に釣られてパーソナルジムに入会したら… 透けパン美巨尻ド淫乱トレーナー達のスパルタ教育でザーメンを根こそぎ搾り取られた僕！ 椿りか 末広純 天馬ゆい 天月あず（4月29日、Fitch）
- 僕に未練がありすぎてマイホームの隣に引っ越してきたヤンデレ蛇舌愛人に 肛門むしゃぶりガチアナル舐めで骨抜きにされ妻に隠れて何度も射精させられた話。 末広純（5月6日、ルナティックス）
- リピート率100％！ 完全会員制 男の潮吹きハーレムエステ（5月20日、犬/妄想族）
- 【魅惑の桃尻ハプバー店長】ガチ恋必至のあざカワ系♪会えるネットアイドル屋さん！見た目からは想像できない本能剥き出しエロ神様！ジェット噴射で顔面を直撃するクンニ潮吹き！中出し＆美顔に放たれる圧巻の大量顔射！【なまハメT☆kTok】【じゆん】 末広純（6月1日、DOC）
- 12脚のイスにピストンバイブを仕掛け合う究極の心理戦ピストンバイブイスゲーム 完全版（6月12日、SHIGEKI）

- スケスケの服をきた隣の人妻～シースルー誘惑の甘い罠～ 末広純（6月24日、VENUS）
- イブに結婚式なんてサイテー！逆ギレ独身・自称バチェロレッテがナンパしてきたハイスぺリーマン食い散らかし『孕ませて（ハート）』中出し懇願16射精！（6月26日、サディスティックヴィレッジ）
- バレたらマズイ状況でこっそり吐息を漏らす 働くオンナのパンスト角オナニー（7月1日、OFFICE K’S）
- 遂に黒人セックス解禁！ お忍びで観光に来た外国人スポーツ選手達に強引に寝取られ 夫とは比較にならないデカマラにハマってしまった肉感メス堕ちスナックのママ 末広純（7月2日、Fitch）
- ふたりで最強。恋なんて作られた愛だと思ったのに、全てを捨てるほど愛し合う純愛レズSEX 美園和花 末広純（7月8日、ダスッ！）

### アダルトVR
- 蠱惑SMILE メガネ家庭教師が年下男子に優しくささやき淫語誘惑（9月16日、SPICY VR）
- 色白美肌に感激!これからこの制服眼鏡とSEXします! 舌を出して感じる姿に興奮度増し増し! ゆるふわかわいいエロムチボディの後輩ちゃんと制服中出しエッチ!（9月17日、CRYSTAL VR）
- 「おっぱいとお尻、どっちが好きなのぉ?」 終電逃して同僚の部屋に泊めてもらった僕は… どすけべ姉妹に密着サンドイッチ逆3Pで暴発した直後も【追撃パイズリ】と【杭打ちピストン】のテレコ攻撃で チ●コ不能になるまで連続射精させられた忘れられない一夜（10月1日、kawaii）共演：吉根ゆりあ
- 愛する妻と、濃密な汗だくSEX（10月26日、ムーディーズ）
- 舐めちゅぱ結婚相談所 淫乱ベロで至れり尽くせり搾精サポートをしてくれる美人スタッフ（10月29日、ケイ・エム・プロデュース）
- 娘が幼馴染の男の子と結ばれるまでを見届ける父の複雑な気持ち（12月2日、CASANOVA）

- 万年孤独で子供部屋おじさんの僕を全肯定しながら連続射精してくれる超天使な訪問介護士・純さん（2月24日、マドンナ）
- 【ゴム有専門店】のソープランドで献身的に癒してくれるお姉さん系泡姫に【こっそりゴムを外して無許可で大量中出し!】危険日なのに生おち○ぽの快楽に負けお店に内緒で生ハメ激突き痙攣絶頂!【口内・挟射・中出し3発】【子作り孕ませ中出しSEX】（3月8日、こあらVR）
- 【終電逃した先輩を家に泊めたらノーパンノーブラ!】職場の欲求不満の先輩が童貞の僕をハミマン誘惑!彼女がいるのに生フェラ・生ハメに我慢出来ず一晩中ハメ狂った逆寝取られ【口内射精・中出し4発・顔射】彼女に言えない一晩だけの浮気SEX!（4月3日、こあらVR）
- 寿退社が決まった女上司との最後の残業で燃えるようなキス接吻を交わしたボクら二人だけの秘密性交! 美巨尻の誘惑に何度もおかわり射精!（4月25日、ワンズファクトリー）
- 亀頭にも竿にもレロレロ蛇舌が這い回りハメてる間も乳首舐め耳舐めベロキスで全身リップされ続ける舐めじゃくりデトックスメンズエステ（8月31日、アリスJAPAN）
- 姉たちのお泊り女子会がうるさくてリビングで寝ていたら…緩すぎる部屋着姿の姉トモ2人に始発まで犯●れ続けたこっそり逆3P（9月23日、kawaii）共演：尾崎えりか
- 前後左右に完全包囲され超密着ハーレムご奉仕してくれる超スレンダー美人ナース逆4P（11月18日、kawaii）共演：さつき芽衣、新井リマ
- 付き合って5年経つけどうぶ過ぎて未だセックスできない彼女とボクが、彼女のビッチな妹ちゃんにHow toしてもらいなが姉妹丼えっちで初体験しちゃうお話（12月11日、SODクリエイト）共演：もなみ鈴
- AIより生身の女のカラダの方がイイに決まってる!美しき女体に囲まれる肉感ハーレム（12月15日、kawaii）共演：さつき芽衣、新井リマ
- フェラ狂いの現役美人ピンサロ嬢に仕事熱心なねちっこいフェラで何度も射精させられた不倫ピンサロ密会（12月24日、ケイ・エム・プロデュース）
- 金髪美巨乳のおしゃぶり大好きエロエロメイドによる淫語&おしゃぶりご奉仕!会社まで押しかけてきて中出しまでさせてくれるいいなり変態メイドと【淫手コキ・口内射精3発・尻コキ・中出し3発射】孕ませSEX（12月25日、こあらVR）

- 天井特化アングルVR ～セックスの練習に余念がない美人OL～（1月7日、ケイ・エム・プロデュース）
- 本番禁止の巨尻デリヘル嬢に中出ししたい…オナニーさせてイクと同時に勝手に生ハメ!いきなり追撃アクメ性交（2月9日、ナチュラルハイ）
- 引き締まったプリ尻の搾精スクワットでヤリまくりトレーニング 陸上部の幼馴染からお願いされマンツーマンで生ハメ自主練習!!（3月8日、KMPVR-彩-）
- 癒しのお尻テクでオトコを夢中にさせちゃうぷりぷり桃尻桃源郷ヘルス（3月2日、KMPVR-bibi-）
- 結婚8年目、新しい刺激に興奮して…子宮が疼いてしまいました。【前半:嫌がる妻が苦手な男性の他人棒でヤラレまくる】【後半:覚醒した僕の勃起した絶倫チ○ポでヤリまくる】（3月29日、VRパラダイス）
- 妊娠のため中出し屋のボクに精子だけ求めるレズカップルと孕ませ逆3P（4月18日、SODクリエイト）共演：尾崎えりか
- バイトの開始時間【74分前…】誰が来るかも分からない職場の駐車場で金髪美人ギャルの浮気相手と体液まみれ激イキFUCK!【潮吹きスプラッシュ&絶頂連発】の早漏敏感ま〇こをガン突きし【挟射・中出し5発・顔射】密室汗だく灼熱カーセックス（4月20日、こあらVR）
- 勝気な生徒会長の弱みを握ってわからせチン堕ち絶頂（4月30日、TMA）
- シーシャ屋で働くちょっとエッチなお姉さん、じゅん。気まぐれな性格でお姉さんの気分次第で抜きもOK。（8月22日、SODクリエイト）
- 出会い系で知り合ったやる気のない女を拘束してM女調教（9月6日、AQUA）
- 眼鏡姉のことが好きな弟の僕をお家デート中の彼氏と勘違いして浮気中出しセックス（9月16日、SODクリエイト）
- 8K VR お尻みせつけ欲望剥き出しW不倫SEX（10月13日、ケイ・エム・プロデュース）
- 8K VR!母性全開のバブみSEX!!（10月27日、ケイ・エム・プロデュース）

- 【VR】野球ガチ勢女子の男根バット喰い。プロ野球選手に自慢のプリケツでアプローチしてオス臭い精子を搾り取るギアチェン騎乗位SEX。末広純（2月22日、KMPVR-彩-）[25][26]
- 【VR】「私、マ〇コに毛が生えないんだよね」とクラスのギャルが言い張るので実際に見せてもらう事に…奥の奥まで確認するパイパンクンニ 末広純（3月10日、KMPVR-彩-）
- 【VR】［おっぱぶシリーズ誕生10周年記念］都内某所にあるハメ放題のセクシーラウンジで人生終了するくらい金も精子も注ぎ込み！！（5月24日、KMPVR-bibi-）
- 【VR】蛇舌ナースVR！彼女持ちの患者チ○ポを舐めじゃくり！おしゃぶり大好き！強●逆NTRで10発！ 末広純（7月29日、痴女ヘブン）

### ネット配信
- ヒロスエ（9月7日、素人ホイホイZ）
- 《キスさえ未経験の秀才JK》【電車痴漢】★東○医学部を目指しながら日々オナニーで鍛えた快感で大量に潮まで吹いちゃう淫乱秀才美少女（9月14日、ゆず故障）
- 【発情10代】水泳部・じゅん18歳 「おちんちん食べたい」やりたい盛りのエロきゃわ美●女 極太ペニスで絶叫中イキ生交尾（9月21日、美〇女遊記）
- 広末祥子（10月6日、東京恋人）
- 【盗撮】撮影を嫌がるセフレも勃起チ●コの高速ピストンには勝てず我を忘れて感じまくり。無我夢中で美乳を揺らしまくる中出しSEX2連戦【流出××】（10月7日、素人CLOVER）
- じゅん先生（10月8日、俺の素人-Z-）
- じゅん(18)/下ネタと性欲が止まらない、もはや存在が18禁のJ♪【1限目】デート中にも関わらず人前でち○ぽを触ってきてエロのことしか考えてなかったので早々にホテルイン!念願のちんちん挿入でノンストップ中イキの末に中出し【2限目】水泳部だからという理由だけでスケスケ卑猥スク水を着せて2回戦!ムッチリ美白尻がエロすぎて生膣コキで犯●尽くして大量発射!（10月13日、しろうとまんまん）

### デジタル写真集
- はだかの家政婦（2022年10月5日、プラネットプラス）

## 出演

### YouTube
- A〇女優、末広純/元調理師からA〇女優へ転身/普通じゃないS〇Xがしたくて自ら応募（2022年9月9日、AKNRの放送室）

### ウェブテレビ
- 鶴瓶&ナイナイのちょっとあぶないお正月2024
（2024年1月1日、ABEMA）- 相撲美女[27]
- 愛のハイエナ2（2024年3月26日 - 4月16日、ABEMA）

## 掲載

### 雑誌
- 月刊FANZA 2022年12月号（ジーオーティー） - インタビュー「人気女優NOW 特別インタビュー」